# Архитрав
Архитрав, или епистилос (итал. architrave, од грч. ἀρχι, архи == над, главна и лат. trabs, греда, препрека) је архитектонски израз за главну греду која буквално носи таваницу и налијеже на ехинус и капител на класичним стубовима и везује их. У грчкој архитектури он се зове епистил (епи == над; стилос == стуб) и сачињава доњи дио главног вијенца, тј. камени гредни склоп који налијеже на стубове. Архитрав је нижа компонента главног вијенца класичног склопа који се састоји од архитраве, фриза и вијенца.